# Firdaus-Platz
Der Firdaus-Platz oder auch Firdos-Platz bzw. englisch Firdos Square (arabisch ساحة الفردوس, DMG Sāḥat al-Firdaus ‚Paradies-Platz‘, von persisch-arabisch firdaus, ‚Garten‘, ‚Wonnegarten‘, ‚Paradies‘, von altpersisch pairidaẹza, ‚Umzäunung‘, ‚Garten‘) ist ein öffentlicher Platz in Bagdad, Irak, der am 9. April 2003 einem größeren internationalen Publikum durch das Stürzen der größten Saddam-Hussein-Statue bekannt wurde.

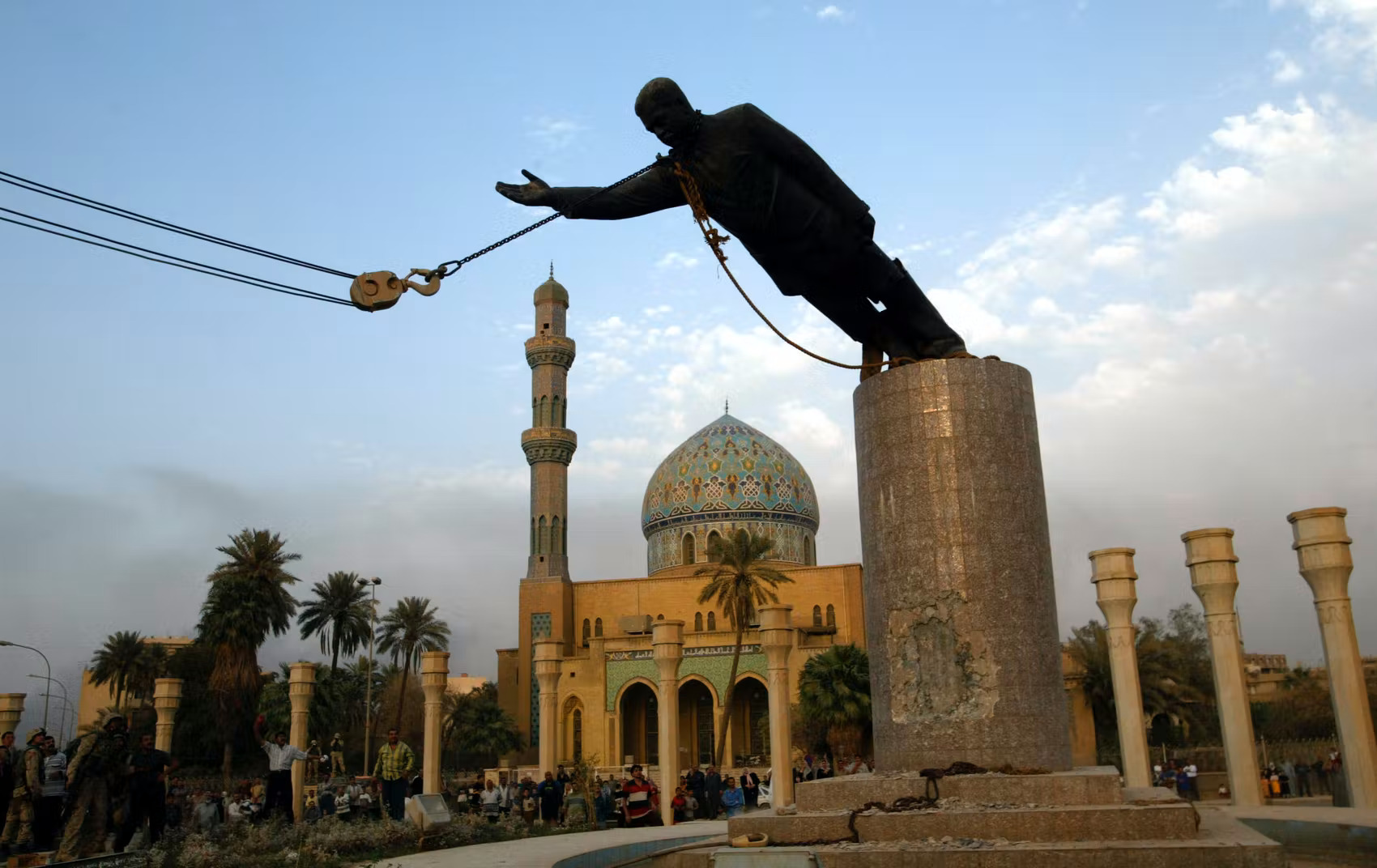
Zerstörung des Saddam-Hussein-Denkmals 2003

An dem Platz steht Bagdads höchstes Gebäude, das so genannte Ishtar Sheraton Hotel (zweithöchstes Bauwerk nach dem Fernsehturm Bagdad, das trotz des Namens aber nicht der Sheraton-Kette gehört) und das 14-stöckige Palestine Hotel.
Der Platz wird heute oft für Demonstrationen benutzt, liegt aber nicht unmittelbar im Regierungsviertel.

## Statuen
2002 wurde zum 65. Geburtstag des Diktators eine riesige Saddam-Hussein-Statue aufgestellt. 
Am 9. April 2003 wurde sie effektvoll, nach Kritikern wie dem linken englischen Journalisten Robert Fisk inszeniert, vom 3rd Battalion 4th Marines niedergerissen. The New Yorker fasst die Zweifel zusammen:
„The 2004 documentary film “Control Room” featured Al Jazeera journalists who argued that the toppling of Saddam’s statue was merely “a show . . . a very clever idea,” and that Iraqis had been brought to the square like actors delivered to the stage. Skeptics have also questioned whether the crowd was as large or as representative of popular sentiment as U.S. officials suggested. Might it have been just a small group of Iraqis whose numbers and enthusiasm were exaggerated by the cameras?“, hält sie aber für falsch.
Der Befehlshaber Lieutenant Colonel Bryan McCoy habe vielmehr auf Initiative der versammelten Iraker spontan entschieden, dem Wunsch der Einheimischen zu entsprechen und gleichzeitig den vielen Journalisten in den Hotels am Platz etwas zu bieten.
Heute steht auf dem Sockel eine abstrakte Skulptur des Künstlers Bassem Hamad al-Dawiri, die die Freiheit symbolisieren soll.